# Merles
Merles település Franciaországban, Tarn-et-Garonne megyében. Lakosainak száma 201 fő (2022. január 1.). Merles Pommevic, Espalais, Malause, Le Pin, Saint-Michel, Saint-Nicolas-de-la-Grave és Valence községekkel határos.

## Népesség
A település népessége az elmúlt években az alábbi módon változott:
| Lakosok száma | 216  | 205  | 217  | 202  | 201  | 201  | 204  | 203  | 201  |
|               | 2013 | 2015 | 2016 | 2017 | 2018 | 2019 | 2020 | 2021 | 2022 |